# Need for Speed II
Need for Speed II (NFS II) este un joc video de curse dezvoltat de Electronic Arts Canada și publicat de Electronic Arts. Lansat inițial în 1997, este al doilea titlu din seria Need for Speed și este cunoscut pentru grafica sa avansată la vremea respectivă și pentru varietatea de supermașini disponibile pentru curse.

## Istoria Dezvoltării
Dezvoltarea Need for Speed II a început imediat după succesul primului joc din serie. Electronic Arts Canada a dorit să îmbunătățească formula originală adăugând mai multe caracteristici și mașini, precum și grafica și fizica jocului. Jocul a fost lansat pe platformele Microsoft Windows și PlayStation, fiind unul dintre primele jocuri de curse care au oferit o experiență aproape de simulare pe PC.

## Gameplay

### Moduri de Joc
Need for Speed II oferă mai multe moduri de joc, inclusiv:
- Single Race: Jucătorii pot alege o mașină și o pistă și pot concura împotriva AI.
- Tournament: Jucătorii concurează într-o serie de curse, acumulând puncte pentru a câștiga turneul.
- Knockout: În fiecare cursă, ultimul clasat este eliminat până când rămâne doar un singur câștigător.

### Mașini
Need for Speed II este renumit pentru selecția sa impresionantă de mașini exotice și supermașini. Unele dintre cele mai notabile mașini disponibile în joc includ:
- McLaren F1: Cunoscută pentru viteza sa extremă și designul inovator.
- Ferrari F50: O mașină de curse iconică cu performanțe de top.
- Ford GT90: Un prototip futurist cu un design distinctiv.
- Lotus Esprit V8: O mașină sport britanică clasică.

### Piste
Jocul oferă o varietate de piste situate în locații exotice și variate, cum ar fi:
- Proving Grounds: O pistă de testare standard.
- Outback: O cursă prin peisajele sălbatice din Australia.
- North Country: O pistă plină de zăpadă și gheață în Scandinavia.
- Pacific Spirit: O pistă care trece prin păduri dense și zone litorale.

## Tehnologie și Grafică
Need for Speed II a fost lăudat pentru grafica sa avansată, oferind detalii impresionante pentru vremea respectivă. Jocul a utilizat o tehnologie de randare inovatoare pentru a crea modele de mașini realiste și medii detaliate. Pe PC, jocul a beneficiat de suport pentru acceleratoare grafice 3D, îmbunătățind și mai mult experiența vizuală.

## Sunet
Coloana sonoră a jocului Need for Speed II include o combinație de muzică electronică și rock, care adaugă adrenalina cursei. Sunetele motorului fiecărei mașini au fost înregistrate cu atenție pentru a oferi o experiență autentică.

## Recenzii și Impact
Need for Speed II a primit recenzii mixte la lansare, fiind lăudat pentru grafică și selecția de mașini, dar criticat pentru lipsa de realism comparativ cu alte simulatoare de curse. Cu toate acestea, a fost apreciat de fanii jocurilor de curse pentru viteza și senzația de adrenalină pe care o oferă.

## Ediția Specială
Need for Speed II a avut și o ediție specială, Need for Speed II: SE (Special Edition), care a fost lansată mai târziu în 1997. Această versiune a inclus noi mașini, o nouă pistă și îmbunătățiri grafice, precum și suport pentru tehnologia 3Dfx Glide, care a îmbunătățit semnificativ calitatea graficii pe PC-uri echipate cu această tehnologie.

## Vânzări și Moștenire
Jocul a avut succes comercial, consolidând poziția seriei Need for Speed ca una dintre cele mai populare francize de jocuri de curse. Succesorii săi au continuat să inoveze și să îmbunătățească formula, fiecare joc din serie aducând noi elemente și tehnologii în industria jocurilor video.

Need for Speed II rămâne un punct de referință important în istoria jocurilor de curse, datorită graficii sale avansate și selecției impresionante de mașini exotice. Deși a fost urmat de titluri care au adus îmbunătățiri semnificative, Need for Speed II este încă amintit cu drag de fanii genului pentru contribuțiile sale la evoluția jocurilor video de curse.
1. 1 2  redump.org